# Saison 10 de Détective Conan
 (octobre 2024).
Chronologie
Saison 9 de Détective Conan Saison 11 de Détective Conan
La saison 10 de Détective Conan a été diffusée du 17 janvier 2005 au 19 décembre 2005 (épisodes 384 à 424) sur Nippon TV. Elle est composée de 41 épisodes.
Le quatorzième opening (épisodes 356 à 393) intitulé Start, est interprété par la chanteuse de J-Pop Rina Aiuchi. Le quinzième opening (épisodes 394 à 414) intitulé Hoshi no kagayaki yo, est interprété par le groupe de J-pop ZARD. Le seizième opening (épisodes 415 à 424) intitulé Growing of My Heart, est interprété par la chanteuse de J-pop Mai Kuraki. 
Le vingtième ending (épisodes 376 à 397) intitulé Wasurezaki, est interprété par le groupe de J-pop Garnet Crow. Le vingt-et-unième ending (épisodes 398 à 406) intitulé June bride - Anata shikamienai, est interprété par le groupe de J-pop U-ka Saegusa IN dB. Le vingt-deuxième ending (épisodes 407 à 416) intitulé Sekai tomete, est interprété par la chanteuse de J-pop Shiori Takei. Le vingt-troisième ending (épisodes 417 à 424) intitulé Thank You for Everything, est interprété par la chanteuse de J-pop Iwata Sayuri.
| No | Titre français | Titre japonais                      | Titre japonais                                | Date de 1re diffusion |
| No | Titre français | Kanji                               | Rōmaji                                        | Date de 1re diffusion |
| --- | --- | ----------------------------------- | --------------------------------------------- | --------------------- |
| 384 | La cible est Kogorô Môri                                                                                            | 標的は毛利小五郎                    | Hyouteki wa Môri Kogorôu                      | 17 janvier 2005       |
| Kogorô, après avoir passé une soirée dans un bar, est attaqué sur le chemin. | |                                     |                                               |                       |
| 385 | La dissonance du Stradivarius – 1re partie : Ouverture (files : 470-474/tome : 46)                                  | ストラディバリウスの不協和音 前奏曲 | Sutoradibariusu no fukyouwaon - Zensoukyoku   | 24 janvier 2005       |
| 386 | La dissonance du Stradivarius – 2e partie : Interlude (files : 470-474/tome : 46)                                   | ストラディバリウスの不協和音 間奏曲 | Sutoradibariusu no fukyouwaon - Kansoukyoku   | 31 janvier 2005       |
| 387 | La dissonance du Stradivarius – 3e partie : Dernier accord (files : 470-474/tome : 46)                              | ストラディバリウスの不協和音 後奏曲 | Sutoradibariusu no fukyouwaon - Gosoukyoku    | 7 février 2005        |
| Toujours intrigué par la mélodie du numéro de téléphone lié aux hommes en noir, Conan fait des recherches. Un client de Kogorō s'avère venir d'une famille de musiciens réputés, et l'un d'eux sera peut-être en mesure de l'aider. Une tragédie vient cependant troubler l'enquête. | |                                     |                                               |                       |
| 388 | Kogorô s'enivre à Satsuma – 1re partie                                                                              | 薩摩に酔う小五郎 (前編)             | Satsuma ni you Kogorôu - Zenpen               | 14 février 2005       |
| 389 | Kogorô s'enivre à Satsuma – 2e partie                                                                               | 薩摩に酔う小五郎 (後編)             | Satsuma ni you Kogorôu - Kōhen                | 21 février 2005       |
| 390 | L'histoire d'amour d'un détective 6 – 1re partie (files : 450-452/tome : 44)                                        | 本庁の刑事恋物語6 (前編)            | Honchou no keiji koi monogatari 6 - Zenpen    | 28 février 2005       |
| 391 | L'histoire d'amour d'un détective 6 – 2e partie (files : 450-452/tome : 44)                                         | 本庁の刑事恋物語6 (後編)            | Honchou no keiji koi monogatari 6 - Kōhen     | 7 mars 2005           |
| Les inspecteurs Sato et Takagi voient leur romance naissante troublée quand ce dernier apprend qu'il va peut-être être muté dans une autre préfecture. Toujours abattu par cette révélation, l'inspecteur Takagi doit résoudre, avec les détectives juniors, une affaire dans l'appartement de l'inspecteur Chiba. | |                                     |                                               |                       |
| 392 | La mystérieuse différence de taille de 20 cm                                                                        | 謎めく身長差20cm                    | Nazomeku shinchousa 20 cm                     | 14 mars 2005          |
| Ran et Conan se promènent le long dans la rivière quand notre jeune héros remarque au loin l’officier Takagi. Conan décide de s’intéresser à l’affaire mais problème, si le suspect a un mobile, il est trop grand pour être l’assassin … | |                                     |                                               |                       |
| 393 | Une affaire de kidnapping… semble-t-il                                                                              | 誘拐…らしい事件                     | Yuukai…rashii jiken                           | 21 mars 2005          |
| Conan et Kogorō s’ennuient à l’agence de détective. Soudainement, un bruit de collision dans la rue les sort de leur imaginaire. Sur place, la découverte d’une valise pleine de billets aux côtés du cadavre d’un motard les rend perplexes, surtout quand ils découvrent qu’il s’agit là d’une rançon, mais laquelle … | |                                     |                                               |                       |
| 394 | Le manoir du Big Jewel – 1re partie : Le sceau (files : 475-478/tome : 46)                                          | 奇抜な屋敷の大冒険(封印編)          | Kibatsu na yashiki no daibouken - Fuuinhen    | 18 avril 2005         |
| 395 | Le manoir du Big Jewel – 2e partie : Le mécanisme (files : 475-478/tome : 46)                                       | 奇抜な屋敷の大冒険(絡繰編)          | Kibatsu na yashiki no daibouken - Karakurihen | 25 avril 2005         |
| 396 | Le manoir du Big Jewel – 3e partie : La résolution (files : 475-478/tome : 46)                                      | 奇抜な屋敷の大冒険(解決編)          | Kibatsu na yashiki no daibouken - Kaiketsuhen | 2 mai 2005            |
| Alors que Conan est sur le point de découvrir le mystérieux numéro lié à l'organisation des hommes en noir, Ai le mets en garde sur les dangers que cela représente. Pendant un camping en foret avec le professeur, les détective juniors découvrent un manoir étrange, remplis de piège et de mécanismes. De plus, il semblerait qu'un célèbre voleur rôde dans les parages.                                               | |                                     |                                               |                       |
| 397 | Un jus aigre-doux                                                                                                   | 辛く苦く甘い汁                      | Karaku nigaku amai shiru                      | 9 mai 2005            |
| Kogorō et Conan marche dans la rue quand ils sont pris à partie par une femme et un policier. Un individu est retrouvé pendu. La femme prétend que c’est un meurtre, le policier expose le suicide. Qui a raison ? | |                                     |                                               |                       |
| 398 | La requête d'une étrange famille – 1re partie (files : 479-482/tomes : 46-47)                                       | 奇妙な一家の依頼 (前編)             | Kimyou na ikka no irai - Zenpen               | 16 mai 2005           |
| 399 | La requête d'une étrange famille – 2e partie (files : 479-482/tomes : 46-47)                                        | 奇妙な一家の依頼 (後編)             | Kimyou na ikka no irai - Kōhen                | 23 mai 2005           |
| En oubliant son téléphone par inadvertance, Conan risque de voir sa véritable identité découverte par Ran. Pendant ce temps, Kogorō travaille pour une cliente qui a perdu son téléphone qui contient des informations sensibles dans sa maison. Les deux affaires se mêlent, et Conan va devoir jouer d'habileté pour dissiper les doutes de Ran.                                                                           | |                                     |                                               |                       |
| 400 | Les soupçons de Ran (files : 483/tome : 47)                                                                         | 疑惑を持った蘭                      | Giwaku wo motta Ran                           | 30 mai 2005           |
| À la suite de l'affaire précédente, Conan accepte de sacrifier une partie de sa vie privée pour être sûr de dissimuler à Ran sa véritable identité. | |                                     |                                               |                       |
| 401 | Le voleur de bijoux pris en flagrant délit – 1re partie (files : 484-486/tome : 47)                                 | 宝石強盗現行犯 (前編)               | Houseki goutou genkouhan - Zenpen             | 6 juin 2005           |
| 402 | Le voleur de bijoux pris en flagrant délit – 2e partie (files : 484-486/tome : 47)                                  | 宝石強盗現行犯 (後編)               | Houseki goutou genkouhan - Kōhen              | 13 juin 2005          |
| Alors que l'inspecteur Takagi essaye de trouver un cadeau pour l'inspecteur Sato, lui et les détective juniors sont témoins d'un braquage. Ils mènent l'enquête pour retrouver le cadeau de l'inspecteur prit avec le butin. | |                                     |                                               |                       |
| 403 | Le mystérieux château de l'ange – 1re partie                                                                        | 不思議な天使の館 (前編)             | Fushigi na tenshi no yakata - Zenpen          | 20 juin 2005          |
| 404 | Le mystérieux château de l'ange – 2e partie                                                                         | 不思議な天使の館 (後編)             | Fushigi na tenshi no yakata - Kōhen           | 27 juin 2005          |
| Un important magnat de la finance a chargé Tokei, son majordome, d’exécuter son testament après sa mort. Pour hériter de tous ses biens, les potentiels candidats ont 24H, chacun leur tour, pour répondre à une énigme. C’est ainsi que les Détectives juniors viennent en aide à une jeune orpheline pour résoudre le mystère du « château de l’ange » au faux airs de labyrinthe du Minotaure…                            | |                                     |                                               |                       |
| 405 | Un message de mort incompréhensible                                                                                 | 救急車を呼びに行った男              | Kyuukyuusha wo yobi ni itta otoko             | 4 juillet 2005        |
| Pendant qu’il faisait son jogging, un comédien débutant découvre un cadavre souriant et faisant le signe de paix. C’est tout naturellement que le policier chargé de l’affaire suspecte ce comédien dont le surnom est « paix souriante ». Heureusement, l’inspecteur Takagi va résoudre ce mystère, quelque peu aidé par Conan.                                                                                             | |                                     |                                               |                       |
| 406 | Les déductions magiques de Conan et Heiji – 1re partie : Le tour de magie (files : 487-490/tome : 47)               | コナン•平次の推理マジック (仕掛編)  | Konan Heiji no suiri majikku - Shikakehen     | 11 juillet 2005       |
| 407 | Les déductions magiques de Conan et Heiji – 2e partie : Le manoir (files : 487-490/tome : 47)                       | コナン•平次の推理マジック (館編)    | Konan Heiji no suiri majikku - Yakatahen      | 18 juillet 2005       |
| 408 | Les déductions magiques de Conan et Heiji – 3e partie : La résolution (files : 487-490/tome : 47)                   | コナン•平次の推理マジック (解決編)  | Konan Heiji no suiri majikku - Kaiketsuhen    | 1er août 2005         |
| Ran et Kazuha emmènent Conan et Heiji à un spectacle de magie. Pendant le spectacle, les filles font la connaissance du magicien, qui les invite tous les quatre à déjeuner chez la femme de son ancien maître, avec d'autres disciples. Cependant, l'une de ces disciples est retrouvée morte, comme par magie. | |                                     |                                               |                       |
| 409 | Une scène simultanée et un enlèvement – 1re partie                                                                  | 同時進行舞台と誘拐 (前編)           | Douji shinkou butai to yuukai - Zenpen        | 8 août 2005           |
| 410 | Une scène simultanée et un enlèvement – 2e partie                                                                   | 同時進行舞台と誘拐 (後編)           | Douji shinkou butai to yuukai - Kōhen         | 15 août 2005          |
| Les Détectives juniors intègrent une troupe de théâtre éphémère. La comédienne dans le rôle principal doit, 3 jours avant la première, retourner auprès de son père pour clarifier sa situation mais revenir par la suite. Le jour venu, la demoiselle est absente, porté disparue sous rançon. | |                                     |                                               |                       |
| 411 | Le lieu saint Shinto, le surprenant code de Torii – 1re partie (files : 491-493/tome : 48)                          | 神社鳥居ビックリ暗号 (前編)         | Jinja Torii bikkuri angou - Zenpen            | 22 août 2005          |
| 412 | Le lieu saint Shinto, le surprenant code de Torii – 2e partie (files : 491-493/tome : 48)                           | 神社鳥居ビックリ暗号 (後編)         | Jinja Torii bikkuri angou - Kōhen             | 29 août 2005          |
| Le professeur Agasa et Ai ont créé un code menant à un trésor pour le reste des détective juniors. Alors que même Conan a du mal avec sa résolution, il doit en plus penser à une affaire que lui ont donné par téléphone Ran et Sonoko, en vacances à la mer. | |                                     |                                               |                       |
| 413 | Le mystère du crime presque parfait                                                                                 | 完全半分犯罪の謎                    | Kanzen hanbun hanzai no nazo                  | 5 septembre 2005      |
| Une productrice de drame télévisuels se présente à l’agence Mouri ; elle invite Kogorō à venir au siège pour aider ses scénaristes en panne d’inspiration. Conan et Kogorō arrivent mais peu de temps avant leur rendez-vous, un des trois scénaristes est empoisonné. | |                                     |                                               |                       |
| 414 | Les Détectives Juniors à la poursuite de l'oiseau bleu                                                              | 青い鳥を追う探偵団                  | AoiTori wo ou Tanteidan                       | 12 septembre 2005     |
| Une camarade de classe invite les détectives juniors à venir se rendre dans sa maison. En effet, depuis quelques jours la cire de l’oiseau bleu de la jeune fille à brunie. Mais quand ils arrivent sur place, un jeune homme mystérieux est déjà dans les parages. | |                                     |                                               |                       |
| 415 | L'apparition du mauvais esprit pendant un jour de malchance – 1re partie : L'affaire (files : 494-498/tome : 48)    | 仏滅に出る悪霊(事件編)              | Butsumetsu ni deru akuryou - Jikenhen         | 10 octobre 2005       |
| 416 | L'apparition du mauvais esprit pendant un jour de malchance – 2e partie : Les soupçons (files : 494-498/tome : 48)  | 仏滅に出る悪霊 (疑惑編)             | Butsumetsu ni deru akuryou - Giwakuhen        | 17 octobre 2005       |
| 417 | L'apparition du mauvais esprit pendant un jour de malchance – 3e partie : La résolution (files : 494-498/tome : 48) | 仏滅に出る悪霊 (解決編)             | Butsumetsu ni deru akuryou - Kaiketsuhen      | 24 octobre 2005       |
| Kogorō est demandé pour une étrange enquête, ou un riche propriétaire pense vivre avec un esprit malfaisant. Arrivé sur place, ce même propriétaire meurt, alors qu'il est dans une chambre fermée de l'intérieur par un système de sécurité dernier cri. Chaque domestique dans la maison possède pourtant un alibi est une phobie bien précise. C'est à Conan de résoudre l'affaire, avec l'aide de l'inspecteur Yokomizo. | |                                     |                                               |                       |
| 418 | Le grenier de la maison de Beika                                                                                    | 米花町グルニエの家                  | Beikachō gurunie no ie                        | 31 octobre 2005       |
| Ayumi invite Conan à visiter une maison du quartier de Beika pour connaître ses goûts, espérant en faire son futur mari. Conan remarque que le grenier est parfaitement aligné avec l’agence de Kogorō. Plus tard, Conan et les détectives juniors constatent que la maison a été acheté par un couple de retraités, choix mystérieux pour une maison familiale.                                                             | |                                     |                                               |                       |
| 419 | L’épée du serpent à huit têtes – 1re partie                                                                         | 八岐大蛇の剣 (前編)                 | Yamata no orochi no ken - Zenpen              | 7 novembre 2005       |
| 420 | L’épée du serpent à huit têtes – 2e partie                                                                          | 八岐大蛇の剣 (後編)                 | Yamata no orochi no ken - Kōhen               | 14 novembre 2005      |
| Kogorō, Ran & Conan se rendent au sanctuaire d’Izumo prier les dieux du mariage. Ils y rencontrent une jeune femme contrainte à une union arrangée, ainsi que l’homme qu’elle aime secrètement. Mais les dieux ont parlé. Le fiancé est mort, son corps découvert dans une caverne. Il semble qu’un règlement de comptes autour d’un sabre volé en soit la cause. N’est-ce point là aubaine pour notre couple secret ?       | |                                     |                                               |                       |
| 421 | Le premier amour de la couleur du Ginkgo – 1re partie (files : 410-412/tome : 40)                                   | イチョウ色の初恋 (前編)             | Ichou iro no hatsukoi - Zenpen                | 21 novembre 2005      |
| 422 | Le premier amour de la couleur du Ginkgo – 2e partie (files : 410-412/tome : 40)                                    | イチョウ色の初恋 (後編)             | Ichou iro no hatsukoi - Kōhen                 | 28 novembre 2005      |
| En fouillant chez le professeur, les détective juniors découvrent une lettre écrite par son premier amour, 40ans dans le passé. Elle lui donnait rendez-vous tous les 10ans à un endroit précis, mais le professeur n'a jamais réussi à comprendre le code qu'elle lui avait laissé. Cette année cependant, avec l'aide de Conan et des enfants, il se pourrait bien qu'il la retrouve enfin.                                | |                                     |                                               |                       |
| 423 | Les Détectives Juniors et les quatre frères chenilles                                                               | 探偵団と青虫4兄弟                   | Tanteidan to aomushi yon-kyoudai              | 5 décembre 2005       |
| Ayumi présente à ses camarades ses nouveaux amis : 3 chenilles. Au moment où Conan en découvre une 4e, du grabuge chez le voisin attire leur attention. Les officiers Takagi et Satô enquêtent sur l’assassinat, chez lui, d’un vieil homme. | |                                     |                                               |                       |
| 424 | La photo numérique du clown                                                                                         | ピエロからの写真メール              | Piero kara no shashin mēru                    | 19 décembre 2005      |
| Kogorō, accompagné de Conan, vient rendre un déguisement. Au magasin ils font la rencontre de 3 amis invités à participer à une fête costumée. Une heure plus tard, en rentrant à l’agence, Kogorō et Conan tombent sur Jūzō Megure, Takagi et Satô en train d’enquêter sur la mort d’un clown, la cheffe des 3 amis du magasin de déguisement.                                                                              | |                                     |                                               |                       |